# Цулибрки
45°29′ пн. ш. 15°23′ сх. д. / 45.49° пн. ш. 15.39° сх. д.
Цулибрки (хорв. Culibrki) — населений пункт у Хорватії, в Карловацькій жупанії у складі громади Нетретич.

## Населення
Населення за даними перепису 2011 року становило 4 осіб.
Динаміка чисельності населення поселення: